# Jan de Vaal (verzetsstrijder)
Johannes de Vaal (Amsterdam, 18 mei 1922 – Hoofddorp, 26 juli 2020), bijgenaamd Skippy, was een Nederlands verzetsstrijder in de Tweede Wereldoorlog.
De Vaal werd in 1942 verraden en opgepakt, waarna hij in onder andere de concentratiekampen Natzweiler-Struthof en Dachau gevangen heeft gezeten. In Dachau verzorgde hij zieken en smokkelde hij eten naar andere gevangen. Hij bleef in Dachau tot het kamp op 30 april 1945 werd bevrijd. Na thuiskomst moest De Vaal meteen werk zoeken, want ze waren met acht kinderen thuis en er moest brood op de plank komen. Zijn vader was inmiddels overleden. In 1950 trouwde De Vaal en werd vader van twee kinderen. Toen zijn vrouw ziek werd en in een verpleeghuis belandde, zette De Vaal zich in dit verpleeghuis in als vrijwilliger. Na het overlijden van zijn vrouw is hij het verpleeghuis blijven ondersteunen.
De Vaal ging jaarlijks naar de Dachau-herdenking in het Amsterdamse Bos en de herdenking van Natzweiler, die iedere september plaatsvindt in het kamp. Op 26 april 2017 werd De Vaal, voor zijn verdiensten in de Tweede Wereldoorlog en zijn vrijwilligerswerk na die tijd, benoemd tot ridder in de Orde van Oranje-Nassau.